# Cazador de forajidos
Cazador de forajidos (The Tin Star) es un western estadounidense de 1957 dirigido por Anthony Mann. Contó con el actor Henry Fonda, y con Anthony Perkins en una de sus primeras interpretaciones.

## Argumento
El veterano cazador de recompensas (antes sheriff) Morgan Hickman (Henry Fonda) llega a una localidad para recoger una recompensa por haber matado a un forájido, que él mató legalmente y que lleva consigo. Durante su estancia, a la espera de recibir la recompensa una vez verificado los hechos, Morgan descubre que la localidad está siendo reinada por forájidos y que su presencia no es bien recibida. Allí también conoce a una mujer viuda y a su hijo, que le hacen acordarse de su familia que él perdió cuando era sheriff de una localidad en Kansas y que perdió en parte por culpa de la gente que protegía, la cual no quería darle la gran suma de dinero que necesitaban para curarse de una enfermedad, por lo que se volvió cazarrecompensas. 
Adicionalmente él conoce allí al sheriff Ben Owen (Anthony Perkins), un joven sheriff recientemente nombrado, poco resuelto y con falta de experiencia en su trabajo. Acordándose de su antiguo trabajo y del hecho de que una vez fue como él hasta que le ocurrió esa tragedia, el veterano decide ayudarle en su trabajo con su saber al respecto, cuando se lo pide, para que pueda imponer el orden en esa localidad. Un día un amado miembro de la localidad es asesinado. Ambos consiguen arrestar a los culpables para que tengan un juicio justo, pero en la siguiente noche los forájidos liderados por Bart Bogardus llegan con gente del pueblo para lincharlos por lo que hicieron. Ben, con la ayuda y los consejos de Morgan consigue detenerlos y acabar con Bogardus, el hombre más peligroso de ellos. 
Gracias al acontecimiento en esa noche el veterano se da cuenta de que siempre fue un sheriff y siempre lo será, y también de la necesidad incondicional de gente como él sin importar la tragedia. Por ello, estando en paz consigo mismo, se va de la localidad con intención de ser sheriff en otro sitio con la mujer viuda, de la que se enamoró mientras tanto y viceversa, y con su hijo, al que aprecia y viceversa, con el agradecimiento de la localidad y de Ben, a quien cataloga ahora como el sheriff eficaz e íntegro que necesita el sitio.

## Reparto

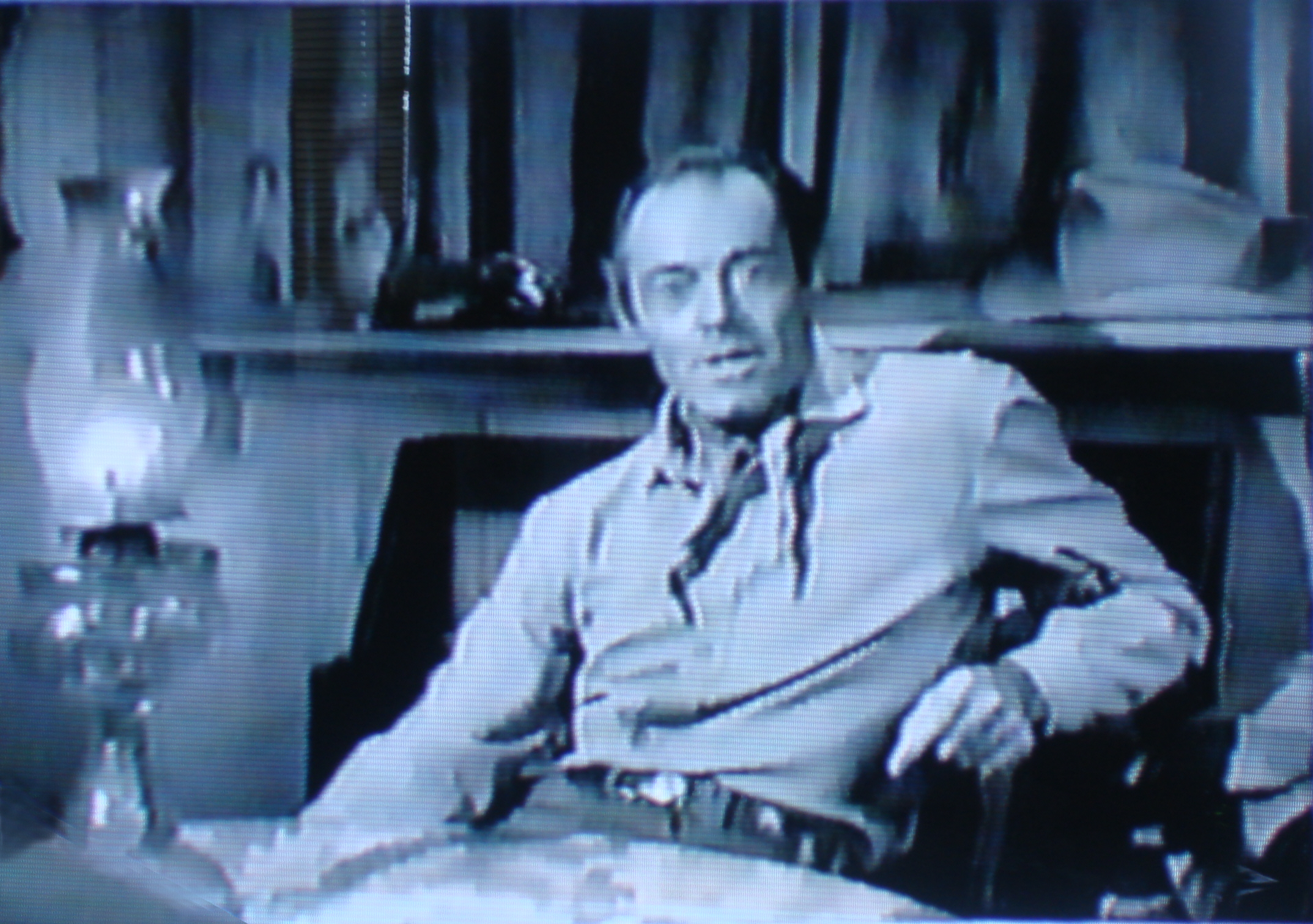
Henry Fonda en un fotograma del reclamo de la película.
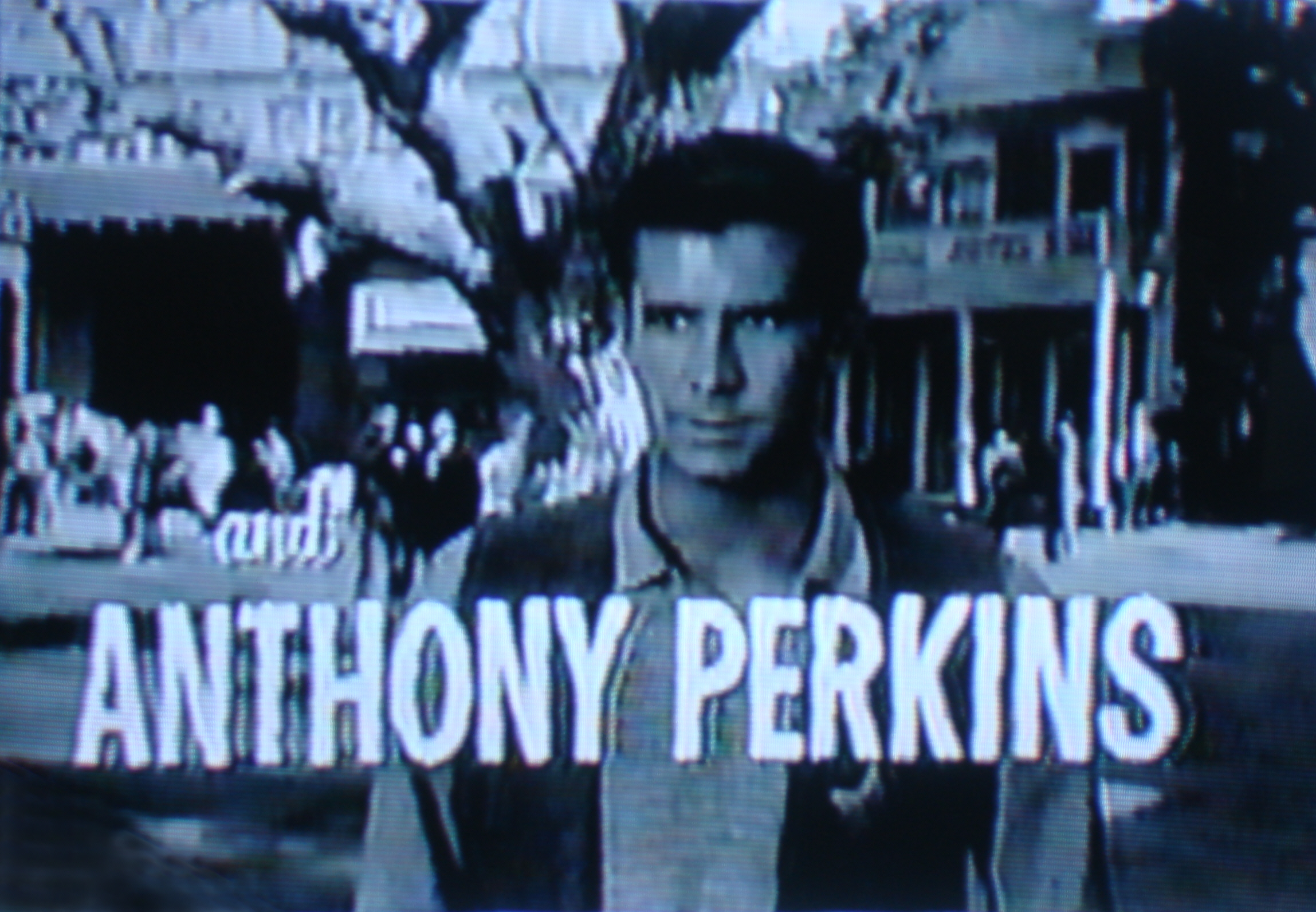
Presentación de Anthony Perkins en el reclamo.

- Henry Fonda: Morgan Hickman
- Anthony Perkins: Sheriff Ben Owens
- Betsy Palmer: Nona Mayfield
- Michel Ray: Kip Mayfield
- Neville Brand: Bart Bogardus
- John McIntire: Dr. Joseph J. 'Doc' McCord
- Mary Webster: Millie Parker
- Peter Baldwin: Zeke McGaffey
- Richard Shannon: Buck Henderson
- Lee Van Cleef: Ed McGaffey

## Producción
La película fue el único wéstern producido por la Perlsea, compañía creada en 1951 por el productor William Perlberg y el director George Seaton. La banda sonora instrumental fue compuesta por Elmer Bernstein.

## Recepción
Esta cinta fue de bajo presupuesto. Aun así se convirtió en uno de los pocos western de este tipo, que pudo aparecer en los premios Oscar siendo candidata en la categoría de mejor guion original. También cabe mencionar, que Anthony Mann, ya entonces un conocido director de cine western por haber filmado películas como Winchester 73 y Tierras lejanas, prefirió filmar esta película que otra de mayor presupuesto y con conocidas caras.